# Cine Zoologie
Cine Zoologie (ook Ciné, Cinema of Kinema Zoologie genaamd) was een bioscoop die tussen 1915 en 1936 in de feestzaal van de Antwerpse dierentuin werd uitgebaat. Met meer dan 2000 zitplaatsen was de bioscoop een van de grootste vertoningszalen van Antwerpen.

## Historiek
Tijdens de Eerste Wereldoorlog kwam de Antwerpse dierentuin in grote moeilijkheden. Dieren stierven door voedseltekort, of werden uit vrees voor bombardementen preventief gedood. Er kwamen steeds minder bezoekers. Het faillissement dreigde.
In 1915 nam de het bestuur van de Koninklijke Maatschappij voor Dierkunde Antwerpen (de vereniging achter de dierentuin) een drastische beslissing. De rijkelijk gedecoreerde feestzaal kreeg een nieuwe bestemming. Aanvankelijk gebruikt voor concerten, dansavonden en tentoonstellingen, werd ze nu omgetoverd tot een bioscoop, met live-orkest.
Ciné Zoologie werd al snel een van de meest gerespecteerde bioscopen uit de buurt. Daarvoor zorgde de band met de hoog aangeschreven dierentuin, de verzorgde film- en concertprogrammatie, en het bioscooporkest. De inkomsten uit de bioscoop hielpen de Antwerpse zoo om de moeilijke jaren van de Eerste Wereldoorlog te overbruggen.
Ook na de oorlog floreerde de zaal. In 1930 werd succesvol de overstap naar de geluidsfilm gemaakt. Midden jaren dertig ging het de zaal steeds minder voor de wind. De concurrentie in de buurt was flink toegenomen en het filmbedrijf was erg veranderd. De directie besliste om de zaal niet langer als bioscoop te exploiteren.
In 1960 werd de feestzaal afgebroken en vervangen door de Koningin Elisabethzaal. Eind 2016 opende de derde concertzaal op die plek, die ook Koningin Elisabethzaal heet, als deel van het nieuwe Elisabeth Center Antwerp.

## Archief
Uitzonderlijk voor een bioscoop uit begin 20ste eeuw, is dat een aanzienlijk deel van het archief van Cinema Zoologie bewaard is gebleven. Het archief bestaat onder meer uit:
- de programmaboekjes die wekelijks in de zaal werden aangeboden
- de verslagen van het bestuur
- de correspondentie met de bezoekers
- de kasboeken
- foto’s

Het merendeel van deze documenten is momenteel ondergebracht in het Antwerpse FelixArchief. In 2018 werd een omvangrijk deel van het archief gedigitaliseerd ter gelegenheid van het erfgoedproject “Expo Cine ZOOlogie”.